# Байсуфинов, Талгат Маруанулы
Талга́т Маруа́нулы Байсуфи́нов (каз. Талғат Маруанұлы Байсуфинов; 4 сентября 1968, Павлодар) — советский и казахстанский футболист, тренер.

## Карьера

### Клубная
Воспитанник павлодарского футбола. Согласно данным прессы, за павлодарский футбольный клуб в 1985—1986, 1989, 1992—1995, 1998—1999 годах Талгат Байсуфинов отыграл 180 матчей, забив при этом 26 мячей (в том числе в чемпионатах Казахстана 110 игр и 17 голов). Также выступал за команды «Металлург» Ермак, «Енбек» Жезказган, «Жетысу» Талдыкорган, «Мангистау» Актау, «Экибастузец» Экибастуз, «Восток» Усть-Каменогорск.

### В сборной
1 июня 1992 года провёл дебютный матч за сборную Казахстана, заменив на 73-й минуте Вахида Масудова в игре со сборной Туркменистана. Это был первый матч в истории национальной сборной страны.

### Тренерская
Возглавлял «Аксу» Степногорск, тренировал «Есиль-Богатырь», в «Иртыше» на тренерской работе с 2008 года. В сезоне 2009 года в качестве и. о. главного тренера провёл с командой три матча: в чемпионате Казахстана команда одержала победы над «Окжетпесом» 4:1 и «Кызыл-Жаром» 1:0, а в Кубке Казахстана победила «Ордабасы» 3:0.
В сезоне 2010 года команда под руководством Талгата Байсуфинова сумела завоевать бронзовые медали чемпионата Казахстана.
В 2009 году прошёл сессию по получению тренерской лицензии на категорию А курсов «Жиро», и 24 ноября 2009 года успешно сдал экзамен. Так как в Казахстане пока нет местных тренеров с категорией Pro, то лицензия А даёт право работать главным тренером местной Премьер-лиге.
18 ноября 2011 года Байсуфинов, обучавшийся по программе УЕФА «Jira», получил лицензию Pro, дающую право работать с командами высшего дивизиона и национальными сборными. 17 февраля 2014 года заявил об уходе в отставку с поста главного тренера «Иртыша» с формулировкой «по состоянию здоровья».
17 июня 2015 года был назначен главным тренером ФК «Акжайык», где добивается первого место во втором дивизионе страны, но в следующем сезоне в Премьер-лиге все складывается не так удачно. Байсуфинов ушёл в отставку 19 июня 2016 года. С ним команда сыграла 17 матчей, из них было одержано 3 победы, 2 матча было сыграно вничью, также команда потерпела 12 поражений.
В 2016—2017 годах тренировал сборную Казахстана во время проведения отборочных матчей к чемпионату мира по футболу 2018 года.
14 декабря 2020 года был вновь назначен главным тренером сборной Казахстана. Под руководством Байсуфинова весной 2021 года команда начала отборочный цикл к чемпионату мира по футболу 2022 в Катаре.
9 марта 2022 года покинул пост главного тренера сборной Казахстана.

## Достижения

### Тренерские
- Серебряный призёр чемпионата Казахстана: 2012
- Бронзовый призёр чемпионата Казахстана: 2010
- Финалист Кубка Казахстана: 2012
- Чемпион Первой лиги Казахстана: 2015